# Glypta nursei
Glypta nursei là một loài tò vò trong họ Ichneumonidae.